# Big Fat Liar
Big Fat Liar (Gordo mentiroso en España y Un gran mentiroso en Hispanoamérica) es una película estadounidense de comedia adolescente protagonizada por Frankie Muniz y Amanda Bynes, estrenada en 2002 con guion de Dan Schneider y dirigida por Shawn Levy.

## Argumento
La trama trata de Jason Shepherd, un chico de 14 años de edad que, para evitar las clases de verano, debe entregarle urgentemente a su profesora de gramática una redacción. El joven escribe una pequeña novela titulada "Big Fat Liar" (Un Gran Mentiroso), pero de camino a clase choca con el coche de Marty Wolf, un director de cine caído en el olvido y deseoso de volver a conseguir la fama con un nuevo éxito cinematográfico. Jason le pide al director de cine que lo lleve a la secundaria, pero con las prisas a Jason se le cae la redacción en el coche de Marty Wolf, no la ve y se olvida de ella. Cuando el director lee esa redacción, queda fascinado y decide quedársela para hacer una película y volver a triunfar en Hollywood. Cuando Jason se entera de que dentro de poco se estrenará una película basada en la redacción que él escribió y que se le había olvidado en aquel coche, decide ir a Los Ángeles en compañía de su amiga Kaylee para encontrar a Marty Wolf y que confiese que el guion de su película es en realidad su redacción. Lo que ellos no saben es que el pérfido director se niega a decir que le copió la idea a un estudiante de 14 años y por eso quema la redacción para eliminar las pruebas.
Un actor que trabaja para él llamado Frank Jackson les da información de cómo trata Marty a sus empleados, luego de saber que Marty es un cruel y abusivo director, Jason y Kaylee entonces deciden hacerle todo tipo de bromas para que este confiese que plagió la idea de Jason, como pintarle la piel de azul al arrojar colorante a su piscina, pintarle el cabello de naranja al reemplazar uno de sus champús, pegar su auricular a su oído con superpegamento, llevarlo a una fiesta donde es confundido por el payaso contratado para la fiesta y todos los asistentes lo terminan golpeando, o incluso cambiar y sabotear los controles de su auto, finalmente termina chocando contra una camioneta monstruo y el conductor entra en conflicto con el, pensando que le había chocado a propósito, este salta sobre el auto de Marty y lo destroza por completo, haciendo que se lo lleve la grúa. 
Estas bromas hacen que Marty llegue tarde a una reunión con su jefe, el presidente de Universal Pictures, Marcus Duncan, después de la película anterior de Marty, que fue duramente criticada y resultó ser un fracaso en taquilla, Duncan pierde confianza en él y se rehusará a producir la nueva película a menos de que Marty le dé una buena razón, este se reencuentra con Jason y se ofrece a ayudar a convencer a Marcus para que produzca la película a cambio de que este confiese la verdad, a pesar de una excelente presentación de la película que da luz verde al proyecto, Marcus le advierte a Marty que un solo error hará que Universal no aporte fondos a la película y pondrá fin a la carrera del director, por lo que entonces traiciona a Jason y llama a la seguridad para que lo detengan tanto a él como a Kaylee. Sin embargo, la asistente de Marty, Monty Kirkham, cansada ya de los abusos del director, decide ayudarlos a desenmascararlo, reúne a todos los empleados e idean un complejo plan para desenmascarar a Marty de una vez por todas.
Para ejecutar el plan, Jason necesitará ayuda de sus padres, por lo que estos vuelan a Los Ángeles, cuando Marty va de camino a su estudio, este es distraído frecuentemente por varios de sus empleados para intentar que llegue tarde, aun así finalmente consigue llegar al estudio, cuando llega, este logra ver a Jason robando a su mono de felpa, el Sr. Funnybones, luego de una larga persecución por todo el estudio, finalmente Marty logra atraparlo y recupera al peluche, burlándose de Jason en el proceso y declarando que nunca dirá la verdad a nadie, aunque sí admite que robó la idea de Jason, pero toda la conversación fue grabada en video y vista por varias personas, incluyendo también a los padres de Jason y la prensa, al enterarse de esto, Marcus se disgusta con Marty y le dice que todo se acabó, Jason le da las gracias por enseñarle la importancia de la verdad, pero Marty furiosamente trata de vengarse de él, sin embargo, Jason logra escapar y se reúne con sus padres, volviéndose a ganar su confianza quienes se van todos del lugar y Marty les dice que se larguen y también le piden a Marty que se vaya a casa.
Al final, Big Fat Liar sí es producida por Universal Pictures (ya sin Marty) con el protagonismo de Frank Jackson, la película recibe buenas críticas y es un rotundo éxito en taquilla, Jason recibe créditos por escribir la historia original, haciendo que sus padres y su profesora se sientan orgullosos de él.
La película termina con Marty cerrando su compañía al declararse en bancarrota y consigue un nuevo trabajo como payaso, aunque en su primera fiesta le va mal, ya que no entretiene a nadie y el festejado es el hijo del conductor al que insultó anteriormente, por lo que entonces nuevamente termina siendo golpeado.

## Reparto
- Frankie Muniz como Jason Shepherd.
- Amanda Bynes como Kaylee.
- Paul Giamatti como Marty Wolf.
- Amanda Detmer como Monty Kirkham.
- Lee Majors como Vince.
- Donald Faison como Frank Jackson.
- Sandra Oh como Srta. Phyllis Caldwell
- Russell Hornsby como Marcus Duncan.
- Michael Bryan French como Harry Shepherd.
- Christine Tucci como Carol Shepherd.
- Amy Hill como Joscelyn Davis.
- John Cho como Dustin Wong.
- Matthew Frauman como Lester Golub.
- Don Yesso como Rocco Malone.
- Rebecca Corry como Astrid Barker.
- Alexandra Breckenridge como Janie Shepherd.
- Ned Brower como Rudy.
- Michelle Griffin como Shandra Duncan.
- Tracey Cherelle Jones como Penny.
- Pat O'Brien como él mismo.
- Taran Killam como Brett.
- Jaleel White como él mismo.